# Refugiați ucraineni în România
După izbucnirea Războiului din Ucraina, o parte dintre ucraineni au fost nevoiți să fugă din calea războiului și să găsească refugiu în altă țară. România, țara din Uniunea Europeană cu cea mai lungă graniță terestră cu Ucraina, a fost printre țările care i-au sprijinit constant pe refugiați, permițându-le accesul, refugiul sau tranzitul, mai ales după drepturile deschise pe care Uniunea Europeană le-a acordat acestora. 
În România există un număr semnificativ de refugiați ucraineni, un fenomen cauzat de conflictul din Ucraina. În februarie 2024, erau înregistrați în România peste 78.000 de refugiați din Ucraina, conform datelor UNHCR. Acești refugiați se confruntau cu diverse provocări, inclusiv găsirea de locuințe, integrare în piața muncii și integrare socială.
Guvernul României a prevăzut, printr-o ordonanță de urgență adoptată în cursul anului 2024, mecanismul de decontare din fonduri europene a anumitor cheltuieli privind sprijinirea refugiaților din Ucraina, prin Programul Operațional Capital Uman (POCU). În acest scop, în cadrul POCU s-a creat o Axă prioritară special dedicată – AP9, cu o valoare de 118,5 milioane euro, pentru acțiuni care vizează acoperirea nevoilor de bază imediate și sprijin pentru cetățenii ucraineni, străinii sau apatrizii care provin din zona conflictului armat din Ucraina, care au intrat în România prin punctele de trecere a frontierei cu Ucraina și Republica Moldova.
În  2025, sumele pentru refugiații ucraineni se acordă în cuantum diferențiat, respectiv 500 lei/lună pentru persoana singură și 1.500 lei/lună pentru o familie. Sumele acordate se decontează lunar, din bugetul Inspectoratului General pentru Situații de Urgență și, după caz, din bugetele/bugetul inspectoratelor județene pentru situații de urgență /Inspectoratului pentru Situații de Urgență București-Ilfov, către unitatea care asigură cazarea, proporțional cu numărul de zile pentru care aceasta este asigurată.